# خانه دکتر علی شریعتی
خانه دکتر علی شریعتی مربوط به دوره معاصر است و در تهران، خیابان فاطمی غربی، خیابان جمالزاده، کوچه نادر، پلاک ۱۰ واقع شده‌است. این اثر که مدتی خانه علی شریعتی بوده‌است، در تاریخ ۲۷ مرداد ۱۳۸۲ با شمارهٔ ثبت ۹۷۱۸ به‌عنوان یکی از آثار ملی ایران به ثبت رسید.

## تاریخچه
جایی که مجسمه علی شریعتی را گذاشته اند، بسیاری از جلسات او با دیگر انقلابیون تشکیل می شد؛ مجسمه ای که از موزه عبرت به اینجا آورده شده است. جلسات عمومی سخنرانی های کاندیداهای دور اول ریاست جمهوری ایران هم در این خانه برگزار می شد که یکی از معروف ترین آن‌ها، جلسه سخنرانی احمد خمینی، حسن لاهوتی اشکوری و احمد مجتهدی تهرانی است که مجموعه این سخنرانی ها بعدها در جزوه ای به نام راه سوم منتشر شد.